# Porto de Panorama
O Porto de Panorama é um porto fluvial, localizado na margem esquerda do rio Paraná, no município de Panorama, no extremo oeste do estado de São Paulo. 

## História
Na década de 1960, a Companhia Paulista de Estradas de Ferro transferiu, à empresa Navegação Fluvial São Paulo – Mato Grosso Ltda., a construção e a exploração das instalações portuárias na extremidade de sua Linha Tronco Oeste, no município de Panorama (SP), com a finalidade de implementar a movimentação de cargas da Hidrovia Tietê-Paraná.
Originalmente o porto contava, com um berço num trapiche de madeira de 12m x 32m para atracação, construído sobre estacas de trilhos ferroviários cravadas no leito do rio Paraná. Em 1998, foram executadas as obras de relocação e reconstrução do porto em melhores condições operacionais em um local próximo. As obras foram executadas pela CESP, em razão do enchimento do reservatório de Porto Primavera.
O terminal intermodal de Panorama teve grande importância e atuação no final da década de 70 e início da década de 80, com uma pesada movimentação de grãos, em especial trigo, oriundos do Paraná com destino a Moinhos em São Paulo e Jundiaí, fato que cunhou o termo “rota do trigo”. Com o desmonte da operação ferroviária no trecho entre Bauru e Panorama, o terminal entrou em obsolescência e encontra-se inoperante desde 2006.

## Acesso

### Acesso ferroviário
O acesso ferroviário é feito pela Linha Tronco Oeste (Companhia Paulista de Estradas de Ferro), em bitola larga, atualmente operada pela Rumo Logística.

### Acesso rodoviário
Pela rodovia estadual SP-294, que intercepta as rodovias SP-563/BR-158 e SP-425/BR-267. A travessia do rio Paraná no local, entre as margens direita no estado de São Paulo e esquerda no Mato Grosso, é realizada por balsas da Navegação Fluvial São Paulo – Mato Grosso Ltda.

### Acesso fluvial
O acesso fluvial se dá pela pelo rio Paraná.